# 홈커밍 (1928년 영화)
홈커밍(Heimkehr, Homecoming)은 독일에서 제작된 조 메이 감독의 1928년 드라마, 멜로/로맨스, 전쟁 영화이다. 라스 핸슨 등이 주연으로 출연하였다.

## 출연

### 주연
- 라스 핸슨
- 디타 파를로
- 구스타브 프로리흐